# Runggaditsch
Runggaditsch (ladinisch Runcadic; italienisch Roncadizza) ist neben Pufels und Überwasser eine der drei Grödner Fraktionen der Marktgemeinde Kastelruth in Südtirol (Italien). Die Ortschaft befindet sich auf der orographisch linken Seite des Grödner Bachs in unmittelbarer Nachbarschaft zur Gemeinde St. Ulrich. Die rund 600 Einwohner umfassende Bevölkerung von Runggaditsch ist mehrheitlich ladinischsprachig, weshalb der Ort zu Ladinien gerechnet wird. Die St.-Josef-Kirche in der Ortslage Paßberg (Passua) wurde 1984 anstelle einer 1900 errichteten Kapelle eingeweiht. In Runggaditsch ist eine Grundschule für die ladinische Sprachgruppe angesiedelt.
Die Örtlichkeit ist in dem auf Deutsch verfassten Tiroler landesfürstlichen Urbar Graf Meinhards II. von Tirol-Görz von 1288 als ze Runcaditsch ersturkundlich genannt. Es liegt das vulgärlateinische Ausgangswort *runcaticcio (‚kleine/unfruchtbare Rodung‘) von lateinisch runcare ‚jähten, freiräumen‘ zugrunde.